# Turn My Swag On
Turn My Swag On är en låt från Soulja Boy Tell 'Em's album iSouljaBoyTellem. Låten släpptes aldrig som singel, men den släpptes till amerikanska radiostationer den 23 december 2008. 
En remix finns av låten. Den gästas av Lil Wayne. 

## Musikvideo
Musikvideon spelades in i Atlanta. Den visar hur Soulja Boy kämpar från botten till toppen i musikindustrin. Videon regisserades av Matt Alonzo.

## Listor
| Lista (2008)           | List- position |
| ---------------------- | -------------- |
| U.S. Billboard Hot 100 | 19             |